# Palermo
Palermo (în siciliană Palermu) este un oraș cu 627.970 de locuitori, capitala regiunii Sicilia și a provinciei Palermo din Italia.
Aria metropolitană are o populație de circa 1,2 milioane.

## Istorie
Fenician la origine (numit Ziz: floare), fortăreață cartagineză în perioada grecească (Panormos: port peste tot), orașul a fost cucerit de romani în timpul primului război punic (245 î.Hr.). 
Asediat și cucerit de Genseric, Odoacru și Teodoric, s-a aflat sub suzeranitatea Bizanțului din 535 până la cucerirea sa de către populație din Africa Nordică în 831. 
Capitală de emirat (948), comparabilă cu cele mai mari orașe ale lumii musulmane, a trecut la normanzi în 1072. 
În timpul domniei lui Frederic al II-lea (1194-1250) a devenit un centru cultural de primă importanță și punct de întâlnire al culturilor arabă, iudaică și creștină. 
Decadența, survenită în timpul dominației Casei de Anjou (cu pierderea rolului de capitală în favoarea orașului Neapole), de care s-a eliberat prin răscoala Vecerniilor siciliene (1282), a continuat sub dominația aragoneză, spaniolă (sec. XVI) și a Bourbonilor din Neapole (din 1736). 
Participant la mișcările din 1820 și 1848, orașul a fost eliberat de către Garibaldi și a făcut parte (începând din 1860) din nou creatul stat italian.

## Monumente
Catedrala din Palermo este un monument istoric și de arhitectură înscris în lista UNESCO a patrimoniului mondial.

## Economie
În capitala siciliană predomină activitățile din sectorul terțiar și administrativ. Orașul se bucură de un mare aflux de turiști, atras de blândețea climei și patrimoniul artistic bogat.

## Demografie
Palermo - evoluția demografică

|  | Graficele sunt indisponibile din cauza unor probleme tehnice. Mai multe informații se găsesc la Phabricator și la wiki-ul MediaWiki. |

Date: Recensăminte sau birourile de statistică - grafică realizată de Wikipedia

## Personalități
- Nicolae Bălcescu (1819 - 1852), istoric, scriitor și revoluționar român, a decedat la Palermo;
- Giuseppe Tomasi di Lampedusa (1896 - 1957), scriitor;
- Lando Buzzanca (1935 - 2022), actor;
- Luigi Cocilovo (n. 1947), om politic, europarlamentar
- Andrea Compagno (n. 1996), fotbalist.